# Toms Brook
Toms Brook est une municipalité américaine située dans le comté de Shenandoah en Virginie.
Selon le recensement de 2010, Toms Brook compte 258 habitants. La municipalité s'étend sur 0,15 mille carré (0,39 km2).
La localité est fondée en 1852 par Harrison Miller. Cinq ans plus tard, le Manassas Gap Railroad (en) atteint le bourg. Toms Brook devient une municipalité en 1922. Son école, construite en 1935 dans un style néocolonial, est inscrite au Registre national des lieux historiques depuis 2011.